# Polygala americana
Polygala americana är en jungfrulinsväxtart som beskrevs av Philip Miller. Polygala americana ingår i släktet jungfrulinssläktet, och familjen jungfrulinsväxter. Inga underarter finns listade i Catalogue of Life.